# Schweizer Parlamentswahlen 2023/Resultate Nationalratswahlen
Die Nationalratswahlen zur 52. Legislaturperiode fanden am 22. Oktober 2023 statt. Auf dieser Seite findet sich eine Übersicht über die kandidierenden Parteien sowie die Resultate in den Kantonen (Parteien, Stimmen, Wähleranteil, Sitze).

## Anmerkung zu den Wählerzahlen
In den Mehrpersonenwahlkreisen (20 Kantone mit total 194 von 200 Sitzen) hat jeder Wähler so viele Stimmen, wie in seinem Kanton Sitze zu vergeben sind (z. B. im Kanton Zürich 36, im Kanton Jura 2). Diese Stimmen kann er an beliebige Kandidaten der sich zur Wahl stellenden Listen vergeben (Panaschieren). Eine Stimme für einen Kandidaten ist gleichzeitig eine Stimme für dessen Partei. Hat ein Wähler nicht alle seine Stimmen an Kandidierende vergeben, gehen diese Stimmen als sogenannte «Zusatzstimmen» an die von ihm gewählte Liste. Wenn der Wähler keine Liste auswählt, sondern einen so genannten «Wahlzettel ohne Parteibezeichnung» – auch Blankoliste genannt – verwendet, verfallen nicht benutzte Stimmen (sog. Leere Stimmen).
Um zu überkantonal vergleichbaren Ergebnissen zu kommen, muss zuerst die Anzahl fiktiver Wähler pro Kanton und Partei berechnet werden. Und die Summe aller fiktiven Wähler der einzelnen Kantone sind dann die Wähler auf Landesebene. Ein «Wähler» kann dabei aber z. B. auch aus 16 Personen bestehen, die im Aargau nur je einen Kandidaten der betreffenden Partei auf ihrer Liste aufgeführt haben.
Das Bundesamt für Statistik benutzt daher den Begriff «fiktiver Wähler» für den Wähler, da ein effektiver Wähler auch nur ein Teilwähler sein kann. Die Zahl der Wähler entspricht der Anzahl gültiger Wahlzettel. Auf Kantonsebene ist die Summe aller Parteistimmen (Summe der Kandidatenstimmen einer Partei plus Zusatzstimmen = leere Felder einer Parteiliste) Berechnungsgrundlage. Beispiel: Partei A erzielt im Kanton X 12'000, Partei B 27'000 und Partei C 48'000 von 87'000 Parteistimmen. Die Anzahl gültiger Wahlzettel beträgt 25'000. Somit hat Partei A in diesem Kanton 3448.28 (12'000 : 87'000 × 25'000), Partei B 7758.62 (27'000 : 87'000 × 25'000) und Partei C 13'793.10 (48'000 : 87'000 × 25'000) fiktive Wähler. Alle drei Parteien zusammen total 25'000 Wähler.

## Kanton Aargau(16 Sitze)
| Partei                                    | Stimmen | % (+/−) | % (+/−) | Sitze (+/−) | Sitze (+/−) | Gewählte Nationalräte                                                                                                  |
| ----------------------------------------- | ------- | ------- | ------- | ----------- | ----------- | --- |
| Schweizerische Volkspartei                | 72'030  | 35,5 %  | +4,0 %  | 7           | +1          | Benjamin Giezendanner Martina Bircher Thomas Burgherr Christoph Riner Andreas Glarner Stefanie Heimgartner Alois Huber |
| Sozialdemokratische Partei                | 33'328  | 16,4 %  | −0,1 %  | 3           | 0           | Gabriela Suter Cédric Wermuth Simona Brizzi                                                                            |
| FDP.Die Liberalen                         | 26'492  | 13,1 %  | −0,5 %  | 2           | 0           | Maja Riniker Matthias Jauslin                                                                                          |
| Die Mitte                                 | 24'354  | 12,0 %  | −1,0 %  | 2           | 0           | Andreas Meier Maya Bally                                                                                               |
| Grünliberale Partei                       | 17'238  | 8,5 %   | −0,0 %  | 1           | 0           | Beat Flach |
| Grüne                                     | 14'448  | 7,1 %   | −2,7 %  | 1           | 0           | Irène Kälin |
| Evangelische Volkspartei (engagiert.) AG1 | 9'046   | 4,5 %   | +0,8 %  | 0           | −1          | |
| Eidgenössisch-Demokratische Union         | 2'010   | 1,0 %   | −0,0 %  |             |             | |
| Mass-Voll!                                | 1'965   | 0,3 %   | +0,3 %  |             |             | |
| Piratenpartei                             | 700     | 0,3 %   | +0,0 %  |             |             | |
| Lösungsorientierte Volks-Bewegung (LOVB)  | 472     | 0,2 %   | +0,1 %  |             |             | |
| Partei rechts-punkt.ch                    | 457     | 0,2 %   | +0,2 %  |             |             | |
| Partei der Arbeit                         | 224     | 0,1 %   | +0,1 %  |             |             | |
| Musikpartei                               | 144     | 0,1 %   | +0,1 %  |             |             | |
| Schweizerische Liberté Égalité Partei     | 38      | 0,0 %   | +0,0 %  |             |             | |

Listenverbindungen bestanden zwischen SVP, FDP und EDU, zwischen SP, Grünen und GLP, zwischen Mitte und EVP, sowie zwischen Musikpartei, LOVB, rechts-punkt.ch und SLÉP.

## Kanton Appenzell Ausserrhoden(1 Sitz)
Im Kanton Appenzell Ausserrhoden gilt das Majorzsystem. Gewählt ist, wer am meisten Stimmen erhält.
Quelle:
| Kandidat/in                | Partei      | Stimmen | %      | gewählt? |
| -------------------------- | ----------- | ------- | ------ | -------- |
| David Zuberbühler (bisher) | SVP         | 8'502   | 47,7 % | gewählt  |
| Matthias Tischhauser       | FDP         | 6'373   | 35,7 % |          |
| Claudia Frischknecht       | Mitte       | 2'836   | 15,9 % |          |
| Vereinzelte                | Vereinzelte | 0130    | 0,7 %  |          |

## Kanton Appenzell Innerrhoden(1 Sitz)
Im Kanton Appenzell Innerrhoden gilt das Majorzsystem. Gewählt ist, wer am meisten Stimmen erhält.
Quelle:
| Kandidat/in                 | Partei      | Stimmen | %      | gewählt? |
| --------------------------- | ----------- | ------- | ------ | -------- |
| Thomas Rechsteiner (bisher) | Mitte       | 2'423   | 86,7 % | gewählt  |
| Ruedi Eberle AI1            | SVP         | 68      | 2,4 %  |          |
| Vereinzelte                 | Vereinzelte | 305     | 10,9 % |          |

## Kanton Basel-Landschaft(7 Sitze)
| Partei                            | Stimmen | % (+/−) | % (+/−) | Sitze (+/−) | Sitze (+/−) | Gewählte Nationalräte               |
| --------------------------------- | ------- | ------- | ------- | ----------- | ----------- | ----------------------------------- |
| Schweizerische Volkspartei        | 24'570  | 28,9 %  | +3,8 %  | 2           | 0           | Thomas de Courten Sandra Sollberger |
| Sozialdemokratische Partei        | 20'994  | 24,7 %  | +2,9 %  | 2           | 0           | Eric Nussbaumer Samira Marti        |
| FDP.Die Liberalen                 | 12'097  | 14,2 %  | −2,3 %  | 1           | 0           | Daniela Schneeberger                |
| Die Mitte                         | 9'004   | 10,6 %  | +0,9 %  | 1           | 0           | Elisabeth Schneider-Schneiter       |
| Grüne                             | 8'503   | 10,0 %  | −8,0 %  | 1           | 0           | Florence Brenzikofer                |
| Grünliberale Partei               | 5'926   | 7,0 %   | +1,7 %  |             |             |                                     |
| Evangelische Volkspartei          | 2'168   | 2,6 %   | −0,9 %  |             |             |                                     |
| Aufrecht                          | 1'278   | 1,5 %   | +1,5 %  |             |             |                                     |
| Eidgenössisch-Demokratische Union | 443     | 0,5 %   | +0,5 %  |             |             |                                     |
| Christ-und-Politik.CH             | 36      | 0,0 %   | −0,1 %  |             |             |                                     |

Listenverbindungen bestanden zwischen FDP und SVP, zwischen SP und Grünen, zwischen Mitte, GLP und EVP sowie zwischen EDU und «Aufrecht».

## Kanton Basel-Stadt(4 Sitze)
Aufgrund der Bevölkerungsentwicklung verfügte der Kanton Basel-Stadt über einen Nationalratssitz weniger als bei den vorangegangenen Wahlen.
| Partei                            | Stimmen | % (+/−) | % (+/−) | Sitze (+/−) | Sitze (+/−) | Gewählte Nationalräte    |
| --------------------------------- | ------- | ------- | ------- | ----------- | ----------- | ------------------------ |
| Sozialdemokratische Partei        | 17'884  | 31,8 %  | −0,9 %  | 1           | −1          | Sarah Wyss               |
| Bündnis Grüne BastA!              | 9'632   | 17,1 %  | −0,6 %  | 1           | 0           | Sibel Arslan             |
| Schweizerische Volkspartei        | 7'673   | 13,6 %  | +1,2 %  | 0           | 0           |                          |
| Liberal-Demokratische Partei      | 5'811   | 10,3 %  | −5,0 %  | 1           | 0           | Patricia von Falkenstein |
| Grünliberale Partei               | 5'142   | 9,1 %   | +3,4 %  | 1           | 0           | Katja Christ             |
| FDP.Die Liberalen                 | 3'884   | 6,9 %   | +0,9 %  |             |             |                          |
| Die Mitte                         | 3'287   | 5,8 %   | +0,9 %  |             |             |                          |
| Evangelische Volkspartei          | 1'238   | 2,2 %   | +0,2 %  |             |             |                          |
| Mass-Voll!                        | 541     | 1,0 %   | +1,0 %  |             |             |                          |
| Partei der Arbeit Basel BS1       | 484     | 0,9 %   | +0,9 %  |             |             |                          |
| Volks-Aktion                      | 423     | 0,8 %   | −0,1 %  |             |             |                          |
| Eidgenössisch-Demokratische Union | 237     | 0,4 %   | +0,1 %  |             |             |                          |

Listenverbindungen bestanden zwischen SP und Grünem Bündnis, zwischen LDP, FDP, GLP, Mitte und EVP sowie zwischen SVP und EDU. Aufgrund der grossen Listenverbindung der Mitte- und Mitte-Rechts-Parteien erhielt die SVP keinen Nationalratssitz, obwohl sie mehr Stimmen erhalten hatte als LDP und GLP.

## Kanton Bern(24 Sitze)
| Partei                               | Stimmen | % (+/−) | % (+/−) | Sitze (+/−) | Sitze (+/−) | Gewählte Nationalräte                                                                                               |
| ------------------------------------ | ------- | ------- | ------- | ----------- | ----------- | --- |
| Schweizerische Volkspartei           | 113'329 | 30,9 %  | +0,9 %  | 8           | +1          | Lars Guggisberg Erich Hess Manfred Bühler Nadja Pieren Katja Riem Thomas Knutti Ernst Wandfluh Hans Jörg Rüegsegger |
| Sozialdemokratische Partei           | 75'946  | 20,7 %  | +3,9 %  | 5           | +1          | Nadine Masshardt Matthias Aebischer Tamara Funiciello Ursula Zybach Andrea Zryd                                     |
| Grüne                                | 39'487  | 10,8 %  | −2,8 %  | 3           | −1          | Kilian Baumann Aline Trede Christine Badertscher                                                                    |
| Grünliberale Partei                  | 38'512  | 10,5 %  | +0,8 %  | 3           | 0           | Jürg Grossen Kathrin Bertschy Melanie Mettler                                                                       |
| Die Mitte                            | 29'879  | 8,1 %   | −1,8 %  | 2           | 0           | Lorenz Hess Reto Nause                                                                                              |
| FDP.Die Liberalen                    | 27'536  | 7,5 %   | −0,9 %  | 1           | −1          | Christian Wasserfallen                                                                                              |
| Evangelische Volkspartei             | 15'614  | 4,3 %   | +0,1 %  | 1           | 0           | Marc Jost |
| Eidgenössisch-Demokratische Union    | 14'430  | 3,9 %   | +1,1 %  | 1           | 0           | Andreas Gafner |
| Aufrecht                             | 3'626   | 1,0 %   | +1,0 %  |             |             | |
| Piratenpartei                        | 2'962   | 0,8 %   | +0,1 %  |             |             | |
| Bürgerliche Stadt- und Landliste BE1 | 2'192   | 0,6 %   | +0,6 %  |             |             | |
| Mass-Voll!                           | 1'882   | 0,5 %   | +0,5 %  |             |             | |
| Schweizer Demokraten                 | 1'245   | 0,3 %   | −0,1 %  |             |             | |
| Los Normalos                         | 475     | 0,1 %   | +0,1 %  |             |             | |
| JUTZIPhilipp.com                     | 67      | 0,0 %   | −0,1 %  |             |             | |

Listenverbindungen bestanden zwischen SVP und FDP, zwischen SP und Grünen zwischen Mitte, GLP, EVP und Piraten sowie zwischen EDU, «Aufrecht», «Mass-Voll», Bürgerlicher Stadt- und Landliste, Schweizer Demokraten, Philipp Jutzi und «Los Normalos».

## Kanton Freiburg(7 Sitze)
| Partei                               | Stimmen | % (+/−) | % (+/−) | Sitze (+/−) | Sitze (+/−) | Gewählte Nationalräte                                 |
| ------------------------------------ | ------- | ------- | ------- | ----------- | ----------- | ----------------------------------------------------- |
| Schweizerische Volkspartei           | 24'913  | 25,8 %  | +5,6 %  | 2           | +1          | Pierre-André Page Nicolas Kolly                       |
| Sozialdemokratische Partei           | 19'869  | 20,6 %  | −0,6 %  | 1           | −1          | Valérie Piller Carrard                                |
| Die Mitte                            | 19'202  | 19,9 %  | +1,4 %  | 2           | 0           | Christine Bulliard-Marbach Marie-France Roth Pasquier |
| FDP.Die Liberalen                    | 12'836  | 13,3 %  | −2,1 %  | 1           | 0           | Nadine Gobet                                          |
| Grüne                                | 11'425  | 11,8 %  | −0,7 %  | 1           | 0           | Gerhard Andrey                                        |
| Grünliberale Partei                  | 3'575   | 3,7 %   | −1,7 %  |             |             |                                                       |
| Mitte-Links CSP                      | 2'397   | 2,5 %   | −0,8 %  |             |             |                                                       |
| Eidgenössisch-Demokratische Union    | 1'074   | 1,1 %   | +0,4 %  |             |             |                                                       |
| Evangelische Volkspartei             | 696     | 0,7 %   | −0,0 %  |             |             |                                                       |
| Pacte Citoyen/Bürgerpakt             | 369     | 0,4 %   | +0,4 %  |             |             |                                                       |
| Im Dienst der Bürgerinnen und Bürger | 190     | 0,2 %   | +0,2 %  |             |             |                                                       |

Listenverbindungen bestanden zwischen SP, Grünen und CSP, zwischen Mitte, GLP und EVP sowie zwischen SVP und EDU. Aufgrund der Listenverbindung erhielt die Mitte zwei Sitze und die SP nur einen, obwohl die SP leicht mehr Stimmen erhalten hatte.

## Kanton Genf(12 Sitze)
| Partei                                          | Stimmen | % (+/−) | % (+/−) | Sitze (+/−) | Sitze (+/−) | Gewählte Nationalräte                                    |
| ----------------------------------------------- | ------- | ------- | ------- | ----------- | ----------- | -------------------------------------------------------- |
| Sozialdemokratische Partei                      | 19'426  | 18,4 %  | +3,7 %  | 3           | +1          | Christian Dandrès Estelle Revaz Laurence Fehlmann Rielle |
| FDP.Die Liberalen                               | 16'581  | 15,7 %  | −2,2 %  | 2           | 0           | Simone de Montmollin Cyril Aellen                        |
| Grüne                                           | 16'266  | 15,4 %  | −9,2 %  | 2           | −1          | Delphine Klopfenstein Broggini Nicolas Walder            |
| Schweizerische Volkspartei                      | 16'157  | 15,3 %  | +1,6 %  | 2           | 0           | Céline Amaudruz Thomas Bläsi GE1                         |
| Mouvement citoyens genevois                     | 13'019  | 12,3 %  | +6,9 %  | 2           | +2          | Roger Golay Daniel Sormanni                              |
| Die Mitte                                       | 8'639   | 8,2 %   | −0,5 %  | 1           | 0           | Vincent Maitre                                           |
| Grünliberale Partei                             | 7'133   | 6,7 %   | +1,3 %  | 0           | −1          |                                                          |
| Ensemble à Gauche – Liste d'union populaire GE2 | 3'743   | 3,5 %   | +3,5 %  | 0           | 0           |                                                          |
| Ensemble à Gauche: solidaritéS, DAL, PdA        | 2'675   | 2,5 %   | −4,9 %  | 0           | −1          |                                                          |
| Liberté GE3                                     | 1'386   | 1,3 %   | +1,3 %  |             |             |                                                          |
| Christliche Allianz für Genf (EVP/EDU)          | 424     | 0,4 %   | −0,4 %  |             |             |                                                          |
| Le peuple d'abord! GE4                          | 396     | 0,4 %   | +0,4 %  |             |             |                                                          |

Listenverbindungen bestanden zwischen Grünen, SP, Grünen, «Ensemble à Gauche» und «Ensemble à Gauche – Liste d'union populaire», zwischen FDP, SVP, Mitte und MCG sowie zwischen der Liste «Liberté» und der Christlichen Allianz.

## Kanton Glarus(1 Sitz)
Im Kanton Glarus gilt das Majorzsystem. Gewählt ist, wer am meisten Stimmen erhält.
Quelle:
| Kandidat/in      | Partei      | Stimmen | %      | gewählt? |
| ---------------- | ----------- | ------- | ------ | -------- |
| Markus Schnyder  | SVP         | 5'388   | 42,6 % | gewählt  |
| Andrea Trummer   | Mitte       | 3'951   | 31,2 % |          |
| Sabine Steinmann | SP          | 2'960   | 23,4 % |          |
| Jürg Rückmar     | parteilos   | 0164    | 1,3 %  |          |
| Vereinzelte      | Vereinzelte | 0187    | 1,5 %  |          |

## Kanton Graubünden(5 Sitze)
| Partei                            | Stimmen | % (+/−) | % (+/−) | Sitze (+/−) | Sitze (+/−) | Gewählte Nationalräte                |
| --------------------------------- | ------- | ------- | ------- | ----------- | ----------- | ------------------------------------ |
| Schweizerische Volkspartei        | 18'207  | 30,6 %  | +0,6 %  | 2           | +1          | Magdalena Martullo-Blocher Roman Hug |
| Die Mitte                         | 14'204  | 23,9 %  | −1,6 %  | 1           | 0           | Martin Candinas                      |
| Sozialdemokratische Partei        | 10'576  | 17,8 %  | +0,7 %  | 1           | −1          | Jon Pult                             |
| FDP.Die Liberalen                 | 8'181   | 13,7 %  | +0,1 %  | 1           | 0           | Anna Giacometti                      |
| Grünliberale Partei               | 3'720   | 6,3 %   | −2,1 %  |             |             |                                      |
| Grüne                             | 3'122   | 5,2 %   | −0,3 %  |             |             |                                      |
| Eidgenössisch-Demokratische Union | 703     | 1,2 %   | +1,2 %  |             |             |                                      |
| Evangelische Volkspartei          | 607     | 1,0 %   | +1,0 %  |             |             |                                      |
| Freie Unabhängige Bündner         | 202     | 0,3 %   | +0,3 %  |             |             |                                      |

Listenverbindungen bestanden zwischen Mitte und FDP, zwischen SVP und EDU sowie zwischen SP, GLP, Grünen und der Liste «Freie Unabhängige Bündner».

## Kanton Jura(2 Sitze)
| Partei                     | Stimmen | % (+/−) | % (+/−) | Sitze (+/−) | Sitze (+/−) | Gewählte Nationalräte |
| -------------------------- | ------- | ------- | ------- | ----------- | ----------- | --------------------- |
| Sozialdemokratische Partei | 6'951   | 29,6 %  | +2,6 %  | 1           | 0           | Pierre-Alain Fridez   |
| Die Mitte                  | 6'207   | 26,5 %  | +3,7 %  | 0           | −1          |                       |
| Schweizerische Volkspartei | 4'482   | 19,1 %  | +4,6 %  | 1           | +1          | Thomas Stettler       |
| Grüne                      | 2'601   | 11,1 %  | −4,5 %  |             |             |                       |
| FDP.Die Liberalen          | 2'035   | 8,7 %   | −0,4 %  |             |             |                       |
| Grünliberale Partei        | 563     | 2,4 %   | +2,4 %  |             |             |                       |
| HelvEthica JU1             | 416     | 1,8 %   | +1,8 %  |             |             |                       |
| Evangelische Volkspartei   | 209     | 0,9 %   | −0,5 %  |             |             |                       |

Listenverbindungen bestanden zwischen SP und Grünen, zwischen Mitte und EVP sowie zwischen SVP und FDP. Aufgrund der Listenverbindung zwischen SVP und FDP gewann die SVP einen Nationalratssitz und die Mitte keinen, obwohl letztere mehr Stimmen erhalten hatte.

## Kanton Luzern(9 Sitze)
| Partei                         | Stimmen | % (+/−) | % (+/−) | Sitze (+/−) | Sitze (+/−) | Gewählte Nationalräte                         |
| ------------------------------ | ------- | ------- | ------- | ----------- | ----------- | --------------------------------------------- |
| Die Mitte                      | 39'037  | 27,9 %  | +2,4 %  | 3           | 0           | Leo Müller Priska Wismer-Felder Pius Kaufmann |
| Schweizerische Volkspartei LU1 | 37'042  | 26,5 %  | +1,7 %  | 2           | 0           | Franz Grüter Vroni Thalmann-Bieri             |
| FDP.Die Liberalen              | 21'579  | 15,4 %  | −0,2 %  | 1           | 0           | Peter Schilliger                              |
| Sozialdemokratische Partei     | 19'098  | 13,7 %  | +0,2 %  | 2           | +1          | David Roth Hasan Candan                       |
| Grüne                          | 11'344  | 8,1 %   | −4,1 %  | 1           | 0           | Michael Töngi                                 |
| Grünliberale Partei            | 9'149   | 6,5 %   | −0,6 %  | 0           | −1          |                                               |
| Mass-Voll!                     | 1'575   | 1,1 %   | +1,1 %  |             |             |                                               |
| Evangelische Volkspartei       | 659     | 0,5 %   | −0,2 %  |             |             |                                               |
| Parteilos Katja Staub          | 312     | 0,2 %   | +0,2 %  |             |             |                                               |
| Schweizer Demokraten           | 112     | 0,1 %   | −0,1 %  |             |             |                                               |

Listenverbindungen bestanden zwischen SVP und «Mass-Voll», zwischen Mitte und FDP, zwischen SP, Grünen und GLP sowie zwischen der EVP und Katja Staub. Aufgrund der Mitte-Links-Listenverbindung gewann die SP zwei Sitze und die FDP trotz leicht mehr Stimmen nur einen.

## Kanton Neuenburg(4 Sitze)
| Partei                            | Stimmen | % (+/−) | % (+/−) | Sitze (+/−) | Sitze (+/−) | Gewählte Nationalräte |
| --------------------------------- | ------- | ------- | ------- | ----------- | ----------- | --------------------- |
| Sozialdemokratische Partei        | 10'143  | 22,5 %  | +5,9 %  | 1           | 0           | Martine Docourt       |
| FDP.Die Liberalen                 | 9'446   | 21,0 %  | −1,3 %  | 1           | 0           | Damien Cottier        |
| Schweizerische Volkspartei        | 7'797   | 17,3 %  | +4,6 %  | 1           | +1          | Didier Calame         |
| Grüne                             | 7'433   | 16,5 %  | −4,3 %  | 1           | 0           | Fabien Fivaz          |
| Partei der Arbeit                 | 4'426   | 9,8 %   | −2,3 %  | 0           | −1          |                       |
| Grünliberale                      | 3'048   | 6,8 %   | −2,3 %  |             |             |                       |
| Die Mitte                         | 1'166   | 2,6 %   | −1,6 %  |             |             |                       |
| solidaritéS                       | 834     | 1,9 %   | −0,2 %  |             |             |                       |
| Evangelische Volkspartei          | 476     | 1,1 %   | +1,1 %  |             |             |                       |
| Eidgenössisch-Demokratische Union | 297     | 0,7 %   | +0,7 %  |             |             |                       |

Listenverbindungen bestanden zwischen SP, Grünen, PdA und solidaritéS, zwischen SVP und EDU sowie zwischen Mitte, GLP und EVP.

## Kanton Nidwalden(1 Sitz)
Quelle:
Im Kanton Nidwalden gilt das Majorzsystem. Gewählt ist, wer am meisten Stimmen erhält.
| Kandidat/in          | Partei | Stimmen | %      | gewählt? |
| -------------------- | ------ | ------- | ------ | -------- |
| Regina Durrer-Knobel | Mitte  | 8'026   | 45,3 % | gewählt  |
| Roland Blättler      | SVP    | 7'057   | 39,9 % |          |
| Beatrice Richard-Ruf | FDP    | 2'618   | 14,8 % |          |

## Kanton Obwalden(1 Sitz)
Im Kanton Obwalden gilt das Majorzsystem. Gewählt ist, wer am meisten Stimmen erhält.
Quelle:
| Kandidat/in             | Partei | Stimmen | %      | gewählt? |
| ----------------------- | ------ | ------- | ------ | -------- |
| Monika Rüegger (bisher) | SVP    | 8'224   | 52,3 % | gewählt  |
| Nico Fankhauser         | FDP    | 7'487   | 47,4 % |          |

## Kanton Schaffhausen(2 Sitze)
| Partei                            | Stimmen | % (+/−) | % (+/−) | Sitze (+/−) | Sitze (+/−) | Gewählte Nationalräte |
| --------------------------------- | ------- | ------- | ------- | ----------- | ----------- | --------------------- |
| Schweizerische Volkspartei        | 12'727  | 39,1 %  | −0,4 %  | 1           | 0           | Thomas Hurter         |
| Sozialdemokratische Partei        | 8'930   | 27,4 %  | +1,3 %  | 1           | 0           | Martina Munz          |
| FDP.Die Liberalen                 | 3'975   | 12,2 %  | +1,2 %  |             |             |                       |
| Grünliberale Partei               | 2'208   | 6,8 %   | +0,8 %  |             |             |                       |
| Grüne Partei                      | 1'558   | 4,8 %   | −2,0 %  |             |             |                       |
| Mass-Voll!                        | 968     | 3,0 %   | +3,0 %  |             |             |                       |
| Die Mitte                         | 843     | 2,6 %   | +0,4 %  |             |             |                       |
| Evangelische Volkspartei          | 804     | 2,5 %   | +0,6 %  |             |             |                       |
| Eidgenössisch-Demokratische Union | 560     | 1,7 %   | −1,7 %  |             |             |                       |

Listenverbindungen bestanden zwischen SVP, FDP und EDU, zwischen SP und Grünen sowie zwischen GLP, Mitte und EVP.

## Kanton Schwyz(4 Sitze)
| Partei                     | Stimmen | % (+/−) | % (+/−) | Sitze (+/−) | Sitze (+/−) | Gewählte Nationalräte       |
| -------------------------- | ------- | ------- | ------- | ----------- | ----------- | --------------------------- |
| Schweizerische Volkspartei | 20'877  | 35,9 %  | −0,8 %  | 2           | 0           | Marcel Dettling Roman Bürgi |
| FDP.Die Liberalen          | 11'437  | 19,6 %  | −3,5 %  | 1           | 0           | Heinz Theiler               |
| Die Mitte                  | 10'230  | 17,6 %  | −1,4 %  | 1           | 0           | Dominik Blunschy            |
| Sozialdemokratische Partei | 6'355   | 10,9 %  | −2,9 %  |             |             |                             |
| Freie Liste SZ1            | 5'205   | 8,9 %   | +8,9 %  |             |             |                             |
| Grünliberale Partei        | 1'926   | 3,3 %   | −1,3 %  |             |             |                             |
| Grüne                      | 1'596   | 2,7 %   | +0,1 %  |             |             |                             |
| Mass-Voll!                 | 337     | 0,6 %   | +0,6 %  |             |             |                             |
| Evangelische Volkspartei   | 262     | 0,5 %   | −0,1 %  |             |             |                             |

Listenverbindungen bestanden zwischen SVP und der Freien Liste, zwischen Mitte, GLP und EVP sowie zwischen SP und Grünen.

## Kanton Solothurn(6 Sitze)
| Partei                     | Stimmen | % (+/−) | % (+/−) | Sitze (+/−) | Sitze (+/−) | Gewählte Nationalräte         |
| -------------------------- | ------- | ------- | ------- | ----------- | ----------- | ----------------------------- |
| Schweizerische Volkspartei | 24'573  | 28,7 %  | +2,8 %  | 2           | 0           | Christian Imark Rémy Wyssmann |
| Die Mitte                  | 15'276  | 17,9 %  | +1,7 %  | 1           | 0           | Stefan Müller-Altermatt       |
| FDP.Die Liberalen          | 14'880  | 17,4 %  | −1,1 %  | 1           | 0           | Simon Michel                  |
| Sozialdemokratische Partei | 14'748  | 17,2 %  | −1,2 %  | 1           | 0           | Farah Rumy                    |
| Grüne                      | 7'914   | 9,3 %   | −2,2 %  | 1           | 0           | Felix Wettstein               |
| Grünliberale Partei        | 5'157   | 6,0 %   | −0,8 %  |             |             |                               |
| Mass-Voll!                 | 1'739   | 2,0 %   | +2,0 %  |             |             |                               |
| Evangelische Volkspartei   | 1'266   | 1,5 %   | +0,3 %  |             |             |                               |

Listenverbindungen bestanden zwischen SVP und «Mass-Voll», zwischen SP und Grünen sowie zwischen Mitte, EVP und GLP.

## Kanton St. Gallen(12 Sitze)
| Partei                            | Stimmen | % (+/−) | % (+/−) | Sitze (+/−) | Sitze (+/−) | Gewählte Nationalräte                                                     |
| --------------------------------- | ------- | ------- | ------- | ----------- | ----------- | ------------------------------------------------------------------------- |
| Schweizerische Volkspartei        | 50'234  | 34,5 %  | +3,2 %  | 5           | +1          | Mike Egger Lukas Reimann Roland Rino Büchel Michael Götte Walter Gartmann |
| Die Mitte                         | 27'436  | 18,8 %  | −0,6 %  | 2           | 0           | Nicolò Paganini Markus Ritter                                             |
| FDP.Die Liberalen                 | 21'051  | 14,4 %  | −0,6 %  | 2           | 0           | Marcel Dobler Susanne Vincenz-Stauffacher                                 |
| Sozialdemokratische Partei        | 18'544  | 12,7 %  | +0,0 %  | 2           | 0           | Barbara Gysi Claudia Friedl                                               |
| Grüne Partei                      | 12'619  | 8,7 %   | −1,8 %  | 1           | 0           | Franziska Ryser                                                           |
| Grünliberale Partei               | 8'516   | 5,8 %   | −1,5 %  | 0           | −1          |                                                                           |
| Evangelische Volkspartei          | 2'105   | 1,4 %   | −0,2 %  |             |             |                                                                           |
| Eidgenössisch-Demokratische Union | 1'674   | 1,1 %   | +0,2 %  |             |             |                                                                           |
| Aufrecht                          | 2'188   | 1,5 %   | +1,5 %  |             |             |                                                                           |
| Mass-Voll!                        | 639     | 0,4 %   | +0,4 %  |             |             |                                                                           |
| Parteifrei SG                     | 450     | 0,3 %   | −0,5 %  |             |             |                                                                           |
| Schweizer Demokraten              | 229     | 0,2 %   | −0,1 %  |             |             |                                                                           |

Listenverbindungen bestanden zwischen SVP und EDU, zwischen Mitte und EVP, zwischen SP, Grünen und GLP sowie zwischen «Aufrecht», «Parteifrei» und Schweizer Demokraten.

## Kanton Tessin(8 Sitze)
| Partei                                | Stimmen | % (+/−) | % (+/−) | Sitze (+/−) | Sitze (+/−) | Gewählte Nationalräte         |
| ------------------------------------- | ------- | ------- | ------- | ----------- | ----------- | ----------------------------- |
| FDP.Die Liberalen                     | 22'211  | 21,1 %  | +0,6 %  | 2           | 0           | Alex Farinelli Simone Gianini |
| Die Mitte                             | 18'567  | 17,7 %  | − 0,5 % | 1           | −1          | Giorgio Fonio                 |
| Schweizerische Volkspartei            | 15'818  | 15,1 %  | +3,4 %  | 2           | +1          | Piero Marchesi Paolo Pamini   |
| Lega dei Ticinesi                     | 14'160  | 13,5 %  | −3,5 %  | 1           | 0           | Lorenzo Quadri                |
| Sozialdemokratische Partei            | 13'122  | 12,5 %  | −1,6 %  | 1           | 0           | Bruno Storni                  |
| Grüne und Alternatives Forum          | 9'532   | 9,1 %   | −4,0 %  | 1           | 0           | Greta Gysin                   |
| Avanti con Ticino & Lavoro TI1        | 4'496   | 4,3 %   | +4,3 %  |             |             |                               |
| HelvEthica TI2                        | 2'168   | 2,1 %   | +2,1 %  |             |             |                               |
| No UE no NATO (Partito Comunista)     | 1'781   | 1,7 %   | +1,7 %  |             |             |                               |
| Grünliberale                          | 1'588   | 1,5 %   | +0,5 %  |             |             |                               |
| Più Donne TI3                         | 891     | 0,8 %   | +0,0 %  |             |             |                               |
| Movimento per le Valli del Ticino TI4 | 683     | 0,7 %   | +0,7 %  |             |             |                               |

Listenverbindungen bestanden zwischen Lega und SVP, zwischen SP und Grünen-Alternativen, sowie zwischen Mitte und «Movimento per le Valli». Aufgrund der rechten Listenverbindung erhielt die SVP zwei Sitze und die Mitte nur einen, obwohl letztere mehr Stimmen erhalten hatte.

## Kanton Thurgau(6 Sitze)
| Partei                            | Stimmen | % (+/−) | % (+/−) | Sitze (+/−) | Sitze (+/−) | Gewählte Nationalräte                       |
| --------------------------------- | ------- | ------- | ------- | ----------- | ----------- | ------------------------------------------- |
| Schweizerische Volkspartei        | 32'825  | 40,3 %  | +3,6 %  | 3           | 0           | Diana Gutjahr Manuel Strupler Pascal Schmid |
| Die Mitte                         | 12'497  | 15,3 %  | +0,4 %  | 1           | 0           | Christian Lohr                              |
| FDP.Die Liberalen                 | 8'754   | 10,7 %  | −0,8 %  | 1           | +1          | Kris Vietze                                 |
| Sozialdemokratische Partei        | 8'348   | 10,2 %  | −2,4 %  | 1           | 0           | Nina Schläfli                               |
| Grüne Partei                      | 6'939   | 8,5 %   | −2,1 %  | 0           | −1          |                                             |
| Grünliberale Partei               | 5'413   | 6,6 %   | −1,5 %  |             |             |                                             |
| Eidgenössisch-Demokratische Union | 2'285   | 2,8 %   | −0,0 %  |             |             |                                             |
| Evangelische Volkspartei          | 1'994   | 2,4 %   | −0,3 %  |             |             |                                             |
| Aufrecht                          | 1'536   | 1,9 %   | +1,9 %  |             |             |                                             |
| Mass-Voll!                        | 873     | 1,1 %   | +1,1 %  |             |             |                                             |

Listenverbindungen bestanden zwischen Mitte, FDP und EVP, zwischen SP, Grünen und GLP sowie zwischen EDU und «Aufrecht».

## Kanton Uri(1 Sitz)
Im Kanton Uri gilt das Majorzsystem. Gewählt ist, wer am meisten Stimmen erhält.
Quelle:
| Kandidat/in            | Partei      | Stimmen | %      | gewählt? |
| ---------------------- | ----------- | ------- | ------ | -------- |
| Simon Stadler (bisher) | Mitte       | 8'283   | 62,4 % | gewählt  |
| Claudia Brunner        | SVP         | 4'694   | 35,3 % |          |
| Vereinzelte            | Vereinzelte | 0305    | 2,3 %  |          |

## Kanton Waadt(19 Sitze)
| Partei                                            | Stimmen | % (+/−) | % (+/−)    | Sitze (+/−) | Sitze (+/−) | Gewählte Nationalräte                                                                      |
| ------------------------------------------------- | ------- | ------- | ---------- | ----------- | ----------- | ------------------------------------------------------------------------------------------ |
| Sozialdemokratische Partei                        | 47'151  | 25,3 %  | +4,9 %     | 6           | +1          | Roger Nordmann Samuel Bendahan Brigitte Crottaz Jean Tschopp Jessica Jaccoud Brenda Tuosto |
| FDP.Die Liberalen                                 | 41'722  | 22,4 %  | −0,9 %     | 4           | −1          | Jacqueline de Quattro Olivier Feller Laurent Wehrli Daniel Ruch                            |
| Schweizerische Volkspartei                        | 35'748  | 19,2 %  | +1,8 %     | 4           | +1          | Jacques Nicolet Michaël Buffat Sylvain Freymond Yvan Pahud                                 |
| Grüne                                             | 25'208  | 13,5 %  | −6,2 %     | 3           | −1          | Sophie Michaud Gigon Raphaël Mahaim Léonore Porchet                                        |
| Grünliberale Partei                               | 14'059  | 7,5 %   | −0,9 %     | 1           | −1          | Céline Weber                                                                               |
| Die Mitte                                         | 8'312   | 4,5 %   | +1,7 %     | 1           | +1          | Isabelle Chappuis                                                                          |
| Ensemble à Gauche (da., S&E, solidaritéS, indép.) | 5'107   | 2,7 %   | VD1 +0,2 % |             |             |                                                                                            |
| Partei der Arbeit                                 | 2'997   | 1,6 %   | VD1 +0,2 % |             |             |                                                                                            |
| Les Libres VD2                                    | 2'250   | 1,2 %   | +1,2 %     |             |             |                                                                                            |
| Piratenpartei                                     | 1'475   | 0,8 %   | −0,0 %     |             |             |                                                                                            |
| Evangelische Volkspartei                          | 1'373   | 0,7 %   | −0,6 %     |             |             |                                                                                            |
| Eidgenössisch-Demokratische Union                 | 1'146   | 0,6 %   | +0,3 %     |             |             |                                                                                            |

Listenverbindungen bestanden zwischen FDP und SVP, zwischen SP, Grünen, Ensemble à Gauche, PdA und Piratenpartei sowie zwischen Mitte, EVP und «Les Libres».

## Kanton Wallis(8 Sitze)
Im Kanton Wallis besteht die Besonderheit, dass die meisten grösseren Parteien eigenständige Parteien für das deutschsprachige Ober- und das französischsprachige Unterwallis kennen. Innerhalb der Mitte Schweiz gibt es sogar drei Walliser Parteien: Mitte Unterwallis, Mitte Oberwallis und NEO – Die sozialliberale Mitte Oberwallis. Da es sich bei diesen Parteien nicht bloss um regionale Listen, sondern um eigenständige Parteien mit grossem Eigenleben handelt, werden sie hier separat aufgeführt.
| Partei                             | Stimmen | % (+/−) | % (+/−) | Sitze (+/−) | Sitze (+/−) | Gewählte Nationalräte           |
| ---------------------------------- | ------- | ------- | ------- | ----------- | ----------- | ------------------------------- |
| Die Mitte                          | 38'813  | 35,4 %  | +0,6 %  | 3           | 0           |                                 |
| -Mitte Unterwallis                 | 20'000  | 18,2 %  | +0,2 %  | 2           | 0           | Sidney Kamerzin Benjamin Roduit |
| -Die Mitte Oberwallis              | 13'366  | 12,2 %  | +2,7 %  | 1           | 0           | Philipp Matthias Bregy          |
| -NEO – Die sozialliberale Mitte    | 5'448   | 5,0 %   | −2,3 %  | 0           | 0           |                                 |
| Schweizerische Volkspartei         | 26'841  | 24,5 %  | +4,7 %  | 2           | 0           |                                 |
| -SVP Unterwallis                   | 16'441  | 15,0 %  | +4,6 %  | 1           | 0           | Jean-Luc Addor                  |
| -SVP Oberwallis                    | 10'399  | 9,5 %   | +0,2 %  | 1           | 0           | Michael Graber                  |
| FDP.Die Liberalen VS1              | 16'082  | 14,7 %  | −1,8 %  | 1           | 0           | Philippe Nantermod              |
| Sozialdemokratische Partei         | 15'688  | 14,3 %  | −0,8 %  | 1           | 0           |                                 |
| -SP Unterwallis                    | 13'164  | 12,0 %  | −0,9 %  | 1           | 0           | Emmanuel Amoos                  |
| -SP Oberwallis                     | 2'524   | 2,3 %   | +0,1 %  | 0           | 0           |                                 |
| Grüne                              | 9'223   | 8,4 %   | −2,2 %  | 1           | 0           |                                 |
| -Grüne Unterwallis und Junge Grüne | 7'946   | 7,2 %   | −1,9 %  | 1           | 0           | Christophe Clivaz               |
| -Grüne Oberwallis                  | 896     | 1,2 %   | −0,3 %  | 0           | 0           |                                 |
| Grünliberale Partei                | 2'229   | 2,0 %   | +1,2 %  |             |             |                                 |
| Partei der Arbeit                  | 809     | 0,7 %   | +0,7 %  |             |             |                                 |

Listenverbindungen bestanden zwischen SP, Grünen und PdA, zwischen allen Mitte-Listen sowie innerhalb der SVP. Unterlistenverbindungen bestanden zwischen den beiden Oberwalliser Mitte-Parteien (Mitte Oberwallis und NEO) sowie he innerhalb von SP und Grünen.

## Kanton Zug(3 Sitze)
| Partei                            | Stimmen | % (+/−) | % (+/−) | Sitze (+/−) | Sitze (+/−) | Gewählte Nationalräte   |
| --------------------------------- | ------- | ------- | ------- | ----------- | ----------- | ----------------------- |
| Schweizerische Volkspartei        | 12'335  | 30,2 %  | +3,6 %  | 1           | 0           | Thomas Aeschi           |
| Die Mitte                         | 10'173  | 24,9 %  | +1,2 %  | 1           | 0           | Gerhard Pfister         |
| Alternative – die Grünen Zug      | 6'625   | 16,2 %  | −3,0 %  | 1           | 0           | Manuela Weichelt-Picard |
| FDP.Die Liberalen                 | 5'288   | 13,0 %  | −1,7 %  |             |             |                         |
| Grünliberale Partei               | 2'529   | 6,2 %   | +0,7 %  |             |             |                         |
| Sozialdemokratische Partei        | 2'103   | 5,2 %   | −4,1 %  |             |             |                         |
| Aufrecht                          | 751     | 1,8 %   | +1,8 %  |             |             |                         |
| Christlich-Soziale Partei Zug ZG1 | 461     | 1,1 %   | +1,1 %  |             |             |                         |
| Evangelische Volkspartei          | 210     | 0,5 %   | −0,3 %  |             |             |                         |
| Zuger Gewerkschaftsbund           | 168     | 0,4 %   | +0,4 %  |             |             |                         |
| PARAT ZG2                         | 150     | 0,4 %   | +0,4 %  |             |             |                         |

Listenverbindungen bestanden zwischen SVP und FDP, zwischen Mitte und GLP sowie zwischen Grünalternativen, SP, EVP, CSP und Gewerkschaftsbund.

## Kanton Zürich(36 Sitze)
Aufgrund der Bevölkerungsentwicklung verfügte der Kanton Zürich über einen Nationalratssitz mehr als bei den vorangegangenen Wahlen.
| Partei                                            | Stimmen | % (+/−) | % (+/−) | Sitze (+/−) | Sitze (+/−) | Gewählte Nationalräte |
| ------------------------------------------------- | ------- | ------- | ------- | ----------- | ----------- | --- |
| Schweizerische Volkspartei                        | 122'339 | 27,4 %  | +0,7 %  | 10          | 0           | Gregor Rutz Alfred Heer Thomas Matter Mauro Tuena Barbara Steinemann Benjamin Fischer Martin Haab Nina Fehr Düsel Bruno Walliser Martin Hübscher |
| Sozialdemokratische Partei                        | 94'550  | 21,1 %  | +3,8 %  | 8           | +1          | Jacqueline Badran Mattea Meyer Priska Seiler Graf Min Li Marti Fabian Molina Céline Widmer Islam Alijaj Anna Rosenwasser                         |
| FDP.Die Liberalen                                 | 55'699  | 12,5 %  | −1,2 %  | 5           | 0           | Andri Silberschmidt Regine Sauter Hans-Peter Portmann Beat Walti Bettina Balmer                                                                  |
| Grünliberale Partei                               | 55'312  | 12,4 %  | −1,6 %  | 4           | −2          | Martin Bäumle Corina Gredig Barbara Schaffner Patrick Hässig                                                                                     |
| Grüne                                             | 44'419  | 9,9 %   | −4,1 %  | 4           | −1          | Balthasar Glättli Marionna Schlatter-Schmid Bastien Girod Katharina Prelicz-Huber                                                                |
| Die Mitte                                         | 36'431  | 8,1 %   | +2,1 %  | 3           | +2          | Philipp Kutter Nicole Barandun Yvonne Bürgin |
| Evangelische Volkspartei                          | 12'698  | 2,8 %   | −0,5 %  | 1           | 0           | Niklaus Gugger |
| Eidgenössisch-Demokratische Union                 | 6'655   | 1,5 %   | −0,1 %  | 1           | +1          | Erich Vontobel |
| Aufrecht                                          | 4'986   | 1,1 %   | +1,1 %  |             |             | |
| Alternative Liste                                 | 4'343   | 1,0 %   | −0,6 %  |             |             | |
| Mass-Voll!                                        | 2'918   | 0,7 %   | +0,7 %  |             |             | |
| Digital-liberale Allianz/Piratenpartei            | 1'936   | 0,4 %   | −0,0 %  |             |             | |
| Partei der Arbeit                                 | 1'362   | 0,3 %   | −0,0 %  |             |             | |
| Engagiert für eine starke Pflege – Pflegeliste    | 1'359   | 0,3 %   | +0,3 %  |             |             | |
| Ethische Unternehmer:innen und Führungskräfte     | 763     | 0,2 %   | +0,2 %  |             |             | |
| Partei gegen Ausgrenzung – Menschenwürde für alle | 466     | 0,1 %   | +0,1 %  |             |             | |
| Schweizer Demokraten                              | 444     | 0,1 %   | −0,1 %  |             |             | |
| Libertäre Partei                                  | 229     | 0,1 %   | −0,1 %  |             |             | |
| SansPapiersPolitiques                             | 178     | 0,0 %   | +0,0 %  |             |             | |
| Weniger ist mehr                                  | 145     | 0,0 %   | +0,0 %  |             |             | |

Listenverbindungen bestanden zwischen SVP und FDP, zwischen SP, Grünen, AL, und PdA, zwischen GLP und Mitte, zwischen EVP, Piratenpartei, Pflegeliste, «Ethische Unternehmer:innen», «Partei gegen Ausgrenzung» und «weniger ist mehr» sowie zwischen EDU, «Aufrecht», «Mass-Voll» und Schweizer Demokraten.